# Gmina Gołańcz
Die Gmina Gołańcz ist eine Stadt-und-Land-Gemeinde im Powiat Wągrowiecki der Woiwodschaft Großpolen in Polen. Ihr Sitz ist die gleichnamige Stadt (deutsch Gollantsch) mit etwa 3300 Einwohnern.

## Geographie

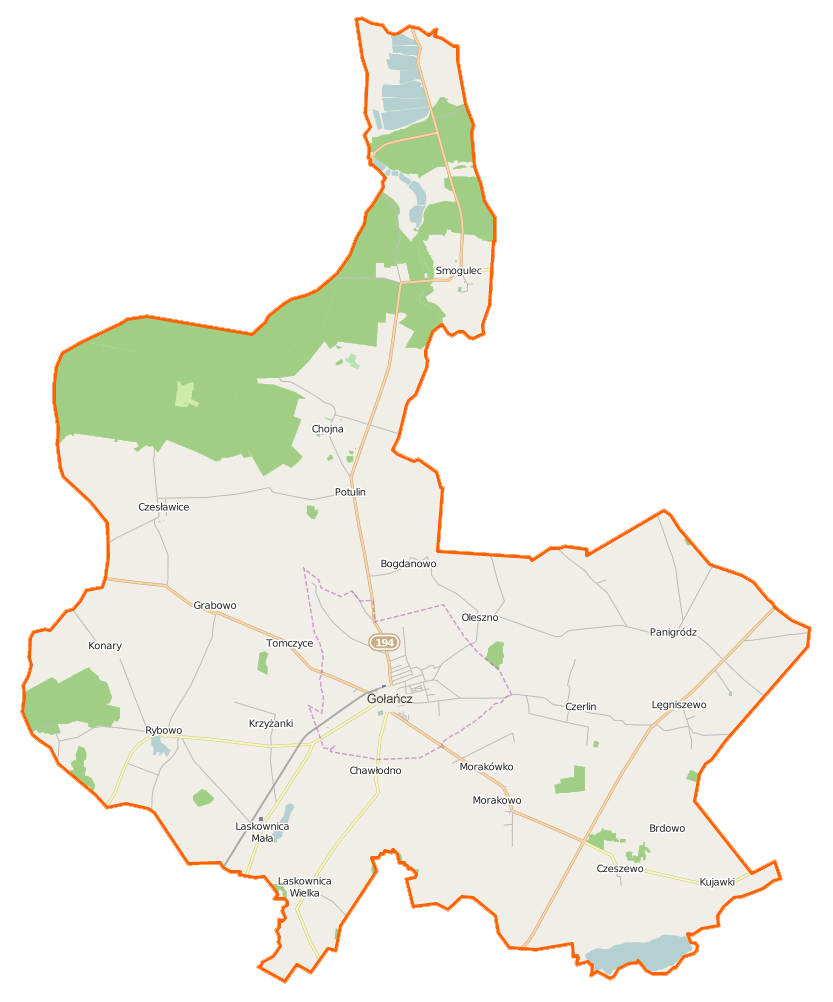
Karte der Gemeinde

Die Gemeinde liegt im Nordosten der Woiwodschaft und grenzt im Osten an die Woiwodschaft Kujawien-Pommern. Die Kreisstadt Wągrowiec (Wongrowiec) liegt zehn Kilometer südlich, Posen etwa 70 Kilometer südlich, Bydgoszcz (Bromberg) 40 Kilometer östlich. Nachbargemeinden sind in der Woiwodschaft Kujawien-Pommern die Gemeinde Kcynia im Osten, in der Woiwodschaft Großpolen die Gemeinden Wapno im Südosten, Damasławek und Wągrowiec im Süden, Margonin und Szamocin im Westen sowie Wyrzysk im Norden.
Auf dem Gemeindegebiet befinden sich im Norden eine Reihe von Teichen sowie im Süden mehrere Seen, von denen der Jezioro Czeszewski der größte ist.
Die Gemeinde hat eine Fläche von 192 km², von der 76 Prozent land- und 15 Prozent forstwirtschaftlich genutzt werden.

## Geschichte
Das heutige Gemeindegebiet gehörte, unterbrochen durch die deutsche Besatzungszeit im Zweiten Weltkrieg (die Stadt erhielt 1942 den Namen Schwertburg), von 1919 bis 1975 zur Woiwodschaft Posen mit unterschiedlichem Zuschnitt. – Die deutsche Minderheit wurde nach dem Weltkrieg vertrieben.
Von 1975 bis 1998 gehörte das Gemeindegebiet zur Woiwodschaft Piła. Der Powiat wurde in dieser Zeit aufgelöst. Die Landgemeinde Gołańcz wurde nach 1954 wiederholt in verschiedene Gromadas umgewandelt und zum 1. Januar 1973 neu geschaffen. Stadt- und Landgemeinde Gołańcz wurden 1990/1991 zur Stadt-und-Land-Gemeinde zusammengelegt. Diese gehört seit 1999 zur Woiwodschaft Großpolen und zum wieder eingerichteten Powiat Wągrowiecki.

## Gemeinde
Zur Stadt-und-Land-Gemeinde (gmina miejsko-wiejska) Gołańcz mit 8185 Einwohnern (Stand 31. Dezember 2020) gehören die Stadt selbst, 25 Dörfer mit Schulzenämtern (sołectwa) sowie kleinere Siedlungen. Schulzenämter sind:
| Name              | deutscher Name (1815–1918)         | deutscher Name (1939–1945)            |
| ----------------- | ---------------------------------- | ------------------------------------- |
| Bogdanowo         | Vorwerk Bogdanowo                  | Ziegelhof                             |
| Brdowo            | Brdowo                             | Niederweiden                          |
| Buszewo           | Grünheim                           | Grünheim                              |
| Chawłodno         | Chawlodno                          | Kaltwasser                            |
| Chojna            | Choyna                             | Fichtenwald                           |
| Czerlin           | Czerlin 1911–1919 Scherlin         | Rotberg                               |
| Czeszewo          | Czeschewo                          | Schafkirch                            |
| Czesławice        | Czeslawitz 1908–1919 Körnersfelde  | Körnersfelde                          |
| Grabowo           | Grabowo                            | 1939–1943 Graben 1943–1945 Grabendorf |
| Gręziny           | Grenschin                          | Winkelhof                             |
| Jeziorki          | Jeziorki                           | Kleinsee                              |
| Konary            | Konary                             | Baumgart                              |
| Krzyżanki         | Krzyzanki                          | Baltenkreuz                           |
| Kujawki           | Kujawki 1914–1919 Schwarzacker     | Schwarzacker                          |
| Laskownica Mała   | Klein Laskownica                   | Klein Haslicht                        |
| Laskownica Wielka | Groß Laskownica 1908–1919 Haslicht | Haslicht                              |
| Lęgniszewo        | Idasheim                           | Idasheim                              |
| Morakówko         | Gut Morakowo                       | Gut Morkau                            |
| Morakowo          | Morakowo 1909–1919 Morkau          | Morkau                                |
| Oleszno           | Riesenburg                         | Riesenburg                            |
| Panigródz         | Alt Panigrodz                      | Alt Frauengarten                      |
| Potulin           | Potulin                            | Streudorf                             |
| Rybowo            | Rybowo                             | Fischdorf                             |
| Smogulec          | Smoguletz                          | Bassenheide                           |
| Tomczyce          | Tomschütz                          | Tomschütz                             |

Die Weiler Czesławice, Gręziny, Jeleń, Jeziorki, Miejski, Młyn, Mostki, Parkowo, Prostkowo, Smogulec, Smolarnia und Zamczysko sind den Schulzenämtern zugeordnet.

## Verkehr
Der Haltepunkt Gołańcz ist gegenwärtig Endstation der Bahnstrecke aus Posen, die nicht mehr in die benachbarte Woiwodschaft weitergeführt wird. Der Bahnhof Panigródz an dieser Strecke wird nicht mehr bedient. In Laskownica Mała befindet sich ein weiterer Halt. – Stillgelegt ist die Bahnstrecke Gołańcz–Chodzież.
Der nächste internationale Flughafen ist Bydgoszcz, er liegt etwas näher als Poznań–Ławica liegt.